# Солодянка (приток Гумбейки)
Солодянка — река в России, протекает по Челябинской области. Устье реки находится в 82 км по правому берегу реки Гумбейка. Длина реки составляет 15 км.

## Данные водного реестра
По данным государственного водного реестра России относится к Уральскому бассейновому округу, водохозяйственный участок реки — Урал от Магнитогорского гидроузла до Ириклинского гидроузла, речной подбассейн реки — подбассейн отсутствует. Речной бассейн реки — Урал (российская часть бассейна).
Код объекта в государственном водном реестре — 12010000312112200001816.